# Chrám Všech svatých (Moskva)
Chrám Všech svatých na Kuliškách (rusky Церковь Всех Святых на Кулишках) je pravoslavný chrám v Moskvě na Slovanském náměstí nedaleko Kitaj-gorodu.

## Historie
První chrám postavil vládce Moskvy a vítěz nad tatarskými hordami Dmitrij Donský na památku  vítězství na Kulikovském poli. Je to první chrám, který byl zbudován jako památník bojové slávy ruských vojáků. Šlo o dřevěný kostel, který několikrát během své historie vyhořel. Proto byl v letech 1687 až 1689 přestavěn ve stylu moskevského baroka. Chrám byl v roce 1930 komunisty uzavřen a dlouho chátral. V roce 1975 byla jeho budova svěřená Muzeu historie města Moskvy.

### Současnost
V roce 1991 byl chrám po dlouhých letech vrácen ruské pravoslavné církvi a opět se v něm slouží pravoslavné bohoslužby. Od roku 1998 se stal sídelním chrámem Alexandrijské pravoslavné církve (patriarchát Alexandrie) v Rusku, který byl přeložen z Oděsy.